# Громов Юрій Йосипович
Юрій Йосипович Громов (рос. Юрий Иосифович Громов, нар. 19 жовтня 1933, Ленінград — пом. 2010) — радянський і російський хореограф, балетмейстер, кандидат мистецтвознавства. Засновник і багатолітній завідувач кафедри хореографічного мистецтва Вищої профспілкової школи (тепер — Санкт-Петербурзький гуманітарний університет профспілок). Заслужений діяч мистецтв РРФСР і Бурятії. Народний артист Росії.
Закінчив Ленінградське академічне хореографічне училище ім. А. Я. Ваганової (1951) і Вищу профспілкову школу культури (1965); з 1952 року працює на педагогічній ниві. Працював в оперних театрах країни. У 1960—1961 роках заснував і став завідувачем кафедри хореографічного мистецтва Вищої профспілкової школи (тепер — Санкт-Петербурзький гуманітарний університет профспілок).
Художній керівник, головний балетмейстер і постановник студентського театру танцю «Білі ночі» (рос. Белые ночи); автор понад 50 монографій, навчальних посібників і наукових статей, дійсний член Академії гуманітарних наук; автор 40 балетних спектаклів, хореографічних сюїт, танцювальних мініатюр, танцювальних сцен у музичних і драматичних спектаклях. Член Союзу театральних діячів Росії; є донька.
Серед учнів Громова — лауреати Державної премії СРСР, лауреати міжнародних конкурсів.